# IC 1029
IC 1029 est une galaxie spirale vue par la tranche et située dans la constellation du Bouvier. Sa vitesse par rapport au fond diffus cosmologique est de 2 499 ± 9 km/s, ce qui correspond à une distance de Hubble de 36,9 ± 2,6 Mpc (∼120 millions d'al). Cette galaxie a été découverte par l'astronome français Guillaume Bigourdan en 1887.
La classe de luminosité d'IC 1029 est II et elle présente une large raie HI. Elle renferme également des régions d'hydrogène ionisé.
À ce jour, une quinzaine de mesures non basées sur le décalage vers le rouge (redshift) donnent une distance de 46,880 ± 17,163 Mpc (∼153 millions d'al), ce qui est à l'intérieur des valeurs de la distance de Hubble. Notons cependant que c'est avec la valeur moyenne des mesures indépendantes, lorsqu'elles existent, que la base de données NASA/IPAC calcule le diamètre d'une galaxie et qu'en conséquence le diamètre d'IC 1029 pourrait être d'environ 36,0 kpc (∼117 000 al) si on utilisait la distance de Hubble pour le calculer.

## Groupe d'IC 1029
Selon A. M. Garcia, IC 1029 est la principale galaxie d'un groupe qui porte son nom. Le groupe d'IC 1029 compte au moins 11 membres. Les autres galaxies du groupe sont NGC 5602, NGC 5660, NGC 5673, NGC 5676, NGC 5682, NGC 5689, NGC 5693, NGC 5707 et UGC 9426. La onzième galaxie mentionnée par Garcia est NGC 5624, mais son appartenance à ce groupe est incertaine.
Abraham Mahtessian mentionne aussi ce groupe, mais sa liste ne comprend que six galaxies : NGC 5660, NGC 5673, NGC 5676, NGC 5689, NGC 5693 et IC 1029.